# Marina Koeptsova
Marina Gennadjevna Koeptsova (Russisch: Марина Геннадьевна Купцова) (Moskou, 22 december 1981) is een Russische hoogspringster. Ze is een voormalig Europees indoorkampioene.
Haar eerste internationale succes behaalde ze in 1998 door wereldjeugdkampioene hoogspringen te worden in het Franse Annecy. Twee jaar later won ze op datzelfde kampioenschap een zilveren medaille achter de Kroatische Blanka Vlašić en voor de Zuid-Afrikaanse Marizca Gertenbach. In 2000 vertegenwoordigde ze Rusland op de Olympische Spelen van Sydney, maar sneuvelde in de voorrondes.
Haar beste prestatie behaalde ze in 2002 tijdens het Europees Kampioenschap Indoor in Wenen door met een sprong van 2,03 m iedereen te verslaan en Europees indoorkampioene te worden. In 2003 won ze een zilveren medaille op het WK in Parijs. In juni 2003 sprong ze haar persoonlijk record van 2,02 m in Hengelo en won dat jaar ook nationaal kampioenschap.
Wegens een achillespeesblessure ging het seizoen 2004 aan haar neus voorbij. In 2005 probeerde ze op niveau terug te komen maar kwam niet verder dan een 1,92 meter waarmee ze tweede werd op het Russisch kampioenschap.

## Titels
- Europees indoorkampioene hoogspringen - 2002
- Russisch kampioene hoogspringen - 2000, 2002, 2003
- Wereldjeugdkampioene hoogspringen - 1998

## Persoonlijke records
| Onderdeel              | Prestatie | Datum        | Plaats  |
| ---------------------- | --------- | ------------ | ------- |
| hoogspringen (outdoor) | 2,02 m    | 1 juni 2003  | Hengelo |
| hoogspringen (indoor)  | 2,03 m    | 2 maart 2002 | Wenen   |

## Palmares

### Hoogspringen
Kampioenschappen
- 1997:  EK junioren - 1,90 m
- 1998:  WK junioren - 1,88 m
- 1998:  Wereld Jeugd Spelen - 1,86 m
- 1999:  EK junioren - 1,88 m
- 2000:  WK junioren - 1,88 m
- 2001:  EK (onder 23 jaar) - 1,87 m
- 2002:  EK indoor - 2,03 m
- 2002:  EK - 1,92 m
- 2002:  Wereldbeker - 2,00 m
- 2003:  Europacup - 1,95 m
- 2003:  WK - 2,00 m
- 2003: 6e Wereldatletiekfinale - 1,92 m

Golden League-podiumplaatsen
- 2002:  Meeting Gaz de France – 1,95 m
- 2002:  Memorial Van Damme – 1,97 m